# Feilitzen (Adelsgeschlecht)

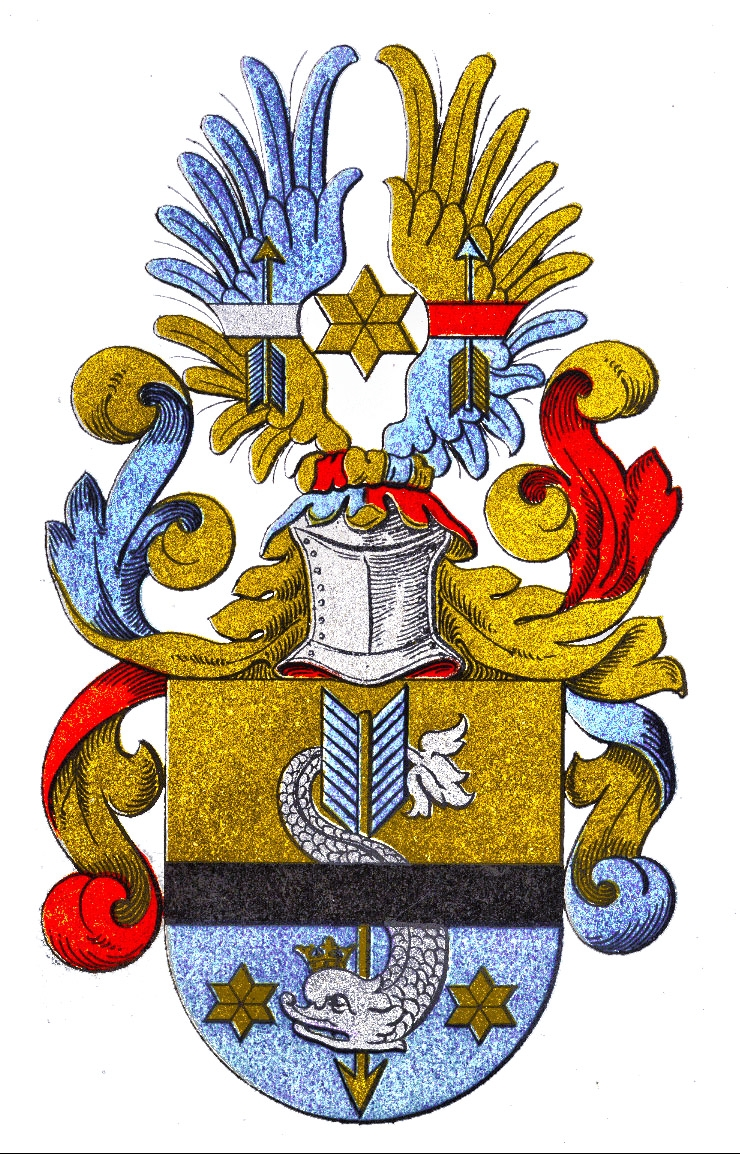
Wappen derer von Feilitzen

Feilitzen ist der Name eines deutsch-baltisch-schwedischen Adelsgeschlechts.
Es besteht entgegen Mutmaßungen aus dem 19. Jahrhundert keine Stammverwandtschaft zu den fränkisch-vogtländischen von Feilitzsch. Zu den kurländischen Pfeilitzer genannt Franck sind sie ebenfalls stamm- und wappenverschieden.

## Geschichte
Die Familie beginnt ihre Stammreihe mit dem Stadtrat von Neuruppin Bartholomeus Vilitz (ca. 1500–1570). Dessen Enkel Matthias Filitz (1561–1629) trat 1618 als Aufseher in der Hofstube in Berlin in kurfürstliche Dienste. Sein Sohn Adam von Feilitzen (ca. 1604–1669) gelangte als Edelpage mit Johan Sigismund von Brandenburg nach Preußen und trat mit dessen Tod in den Dienst Gustav II. Adolfs. Er war 1634 Deputierter des livländischen Adels beim Begräbnis des schwedischen Königs und konnte neben anderen Ämtern das Gut Tirsen bei Schwanenburg an sich bringen. Mit Unterbrechungen blieb Tirsen bis 1723 bei der Familie. Spätere Glieder der Familie verdingten sich als Offiziere in kaiserlichen-, polnischen- vor allem aber in schwedischen Diensten auf den Schlachtfeldern des großen Türkenkrieges (Schlacht bei Mohács) des großen nordischen Krieges (Schlacht bei Narva, Schlacht an der Düna).
Die Familie etablierte sich im schwedischen Kernland und brachte neben weiteren Offizieren, vor allem Literaten und Landwirte hervor. Erst im Jahr 1818 wurden die Feilitzen in Schweden naturalisiert und 1819 bei der Adelsklasse der schwedischen Ritterschaft introduziert (Nr. 2271). Diese Linie ist 1893 im Mannesstamm erloschen, während der Hauptstamm gegenwärtig fortbesteht.

## Wappen
Im von Gold und Blau geteilten Schild ein vertikal abwärts gerichteter, blau beflitschter goldener Pfeil, abwärts S-förmig umwunden von einem golden gekrönten silbernen Delfin, im unteren Feld begleitet von zwei goldenen Sternen. Das Ganze mitten überdeckt von einem schwarzen Balken. Auf dem Helm mit rechts blau-gold-roten, links rot-gold-blauen Decken ein goldener Stern zwischen einem offenen, von Blau und Gold übereck geteilten Flug, je mit einem aufwärts gerichteten Pfeil belegt, wovon der rechts blau beflitscht und golden sowie von einem silbernen Balken überdeckt, der links golden beflitscht und blau, sowie von einem roten Balken überdeckt ist.

## Angehörige
- August Gustaf Reinhold von Feilitzen (1815–1898), schwedischer Admiral[2]
- Otto von Feilitzen (1820–1889), schwedischer Schriftsteller Archivar, Abstinenzler[3]
- Urban von Feilitzen (1834–1913), schwedischer Schriftsteller und Kritiker[4]
- Carl von Feilitzen (1840–1901), schwedischer Landwirt[5]
- Hugo von Feilitzen (1854–1887), schwedischer Philologe[6]
- Anna Casparsson, geborene von Feilitzen (1861–1961), schwedische Textilkünsterlin, Stickenerin
- Hjalmar von Feilitzen (1870–1928), schwedischer Landwirt, Agrarchemiker[7]

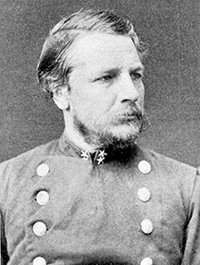
Urban von Feilitzen (1834–1913)
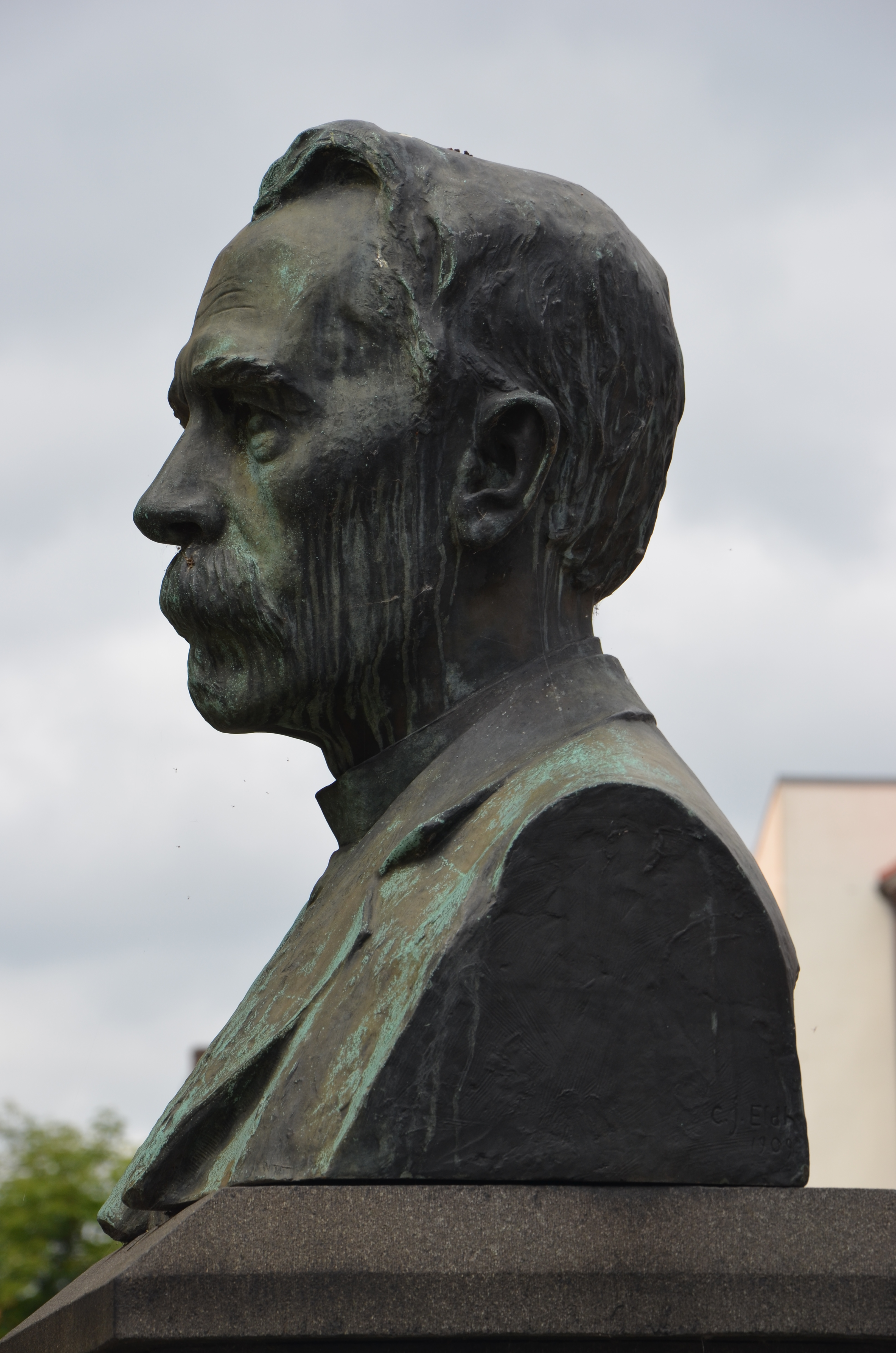
Carl von Feilitzen (1840–1901)